# Harry Jørgensen
Harry Jørgensen (født 7. december 1945 i Haderslev) er en dansk tidligere roer. Han repræsenterede Haderslev Roklub
Jørgensen vandt, sammen med brødrene Preben og Jørn Krab, bronze i toer med styrmand ved OL 1968 i Mexico City. Danskerne sikrede sig medaljen efter en finale, hvor Italien vandt guld mens Holland fik sølv. Det var den ene af otte danske medaljer ved legene. Det var det eneste OL, Jørgensen deltog i.

## OL-medaljer
- 1968:  Bronze i toer med styrmand